# 成長志向の法人税改革
成長志向の法人税改革は、自由民主党が2015年から2016年にかけて実行した税制改革である。「課税ベースを拡大しつつ税率を引き下げる」という方針の下、2015年度に着手された。法人課税をより広く負担を分かち合う構造へと改革し、「稼ぐ力」のある企業の税負担を軽減することにより、企業に対して、収益力拡大に向けた前向きな投資や、継続的・積極的な 賃上げが可能な体質への転換を促すことを狙いとしていた。

## 概要
原則論として、法人実効税率を20％台まで引き下げることを狙いとする。

## 具体例
- 租税特別措置の見直し
- 減価償却の見直し
- 法人事業税の外形標準課税の更なる拡大
- 欠損金繰越控除の更なる見直し
- 生産性向上設備投資促進税制の見直し
- 建物と一体的に整備される「建物附属設備」や、建物同様に長期安定的に使用される「構築物」について、償却方法を「定額法」に一本化

## 批判
日本共産党の清水忠史議員は、衆院財務金融委員会で、安倍政権が進める「成長志向の法人税改革」を見直し、大もうけをあげる大企業の租税回避の抜け道をふさげと求めた。